# 黃裙遷粉蝶
黃裙遷粉蝶（學名：Catopsilia scylla），又名鎘黃遷粉蝶、大黃裙粉蝶、成功黃裳粉蝶、成功黃粉蝶。是一種分布於東南亞及澳大拉西亞的蝴蝶物種。其幼蟲主要以臘腸樹屬及決明屬植物為食。

## 描述
成蝶體長約為 60—65（2.4—2.6英寸）。雄蝶的前翅為白色，邊緣帶黑，後翅為鎘黃色，邊緣通常有黑色斑點。雌蝶與雄蝶相似，但前翅多一組黑色斑點，常融合成暗色環狀圖樣。

## 分布
黃裙遷粉蝶廣泛分布於東南亞及澳大拉西亞。其分布範圍包括緬甸、柬埔寨、菲律賓、泰國、越南，延伸至馬來半島、爪哇與蘇門答臘，並遍及澳洲北部。最近也在斯里蘭卡被發現。

## 寄主植物
幼蟲取食豆科之黃槐、決明、翼柄決明等植物。
卵呈乳白色，紡錘形，通常單顆產於寄主植物的葉片上。卵約於 1.5 至 2 天後孵化，毛毛蟲會經過五個齡期，歷時 11 至 13 天，成長至最終長度 40（1.6英寸）。毛蟲為綠色、表面光滑，頭部圓潤，身體在單一綠底上會出現一列黑點與一條白色側線。蛹長度約為 26 mm（1.0英寸），直立附著於寄主植物上。約七天後，成蝶會羽化而出。

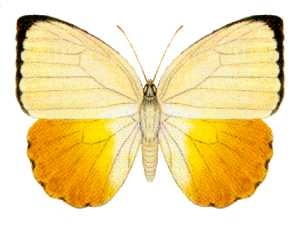
背面觀，雄性 C. s. etesia（黃裙遷粉蝶）

## 分類
黃裙遷粉蝶最早由卡爾·林奈於 1763 年的著作《昆蟲百種》（Centuria Insectorum）中，以Papilio scylla的名稱進行描述。

## 亞種
- C. s. etesia[5]
- C. s. praerubida
- C. s. sidra
- C. s. cornelia - 台灣
- C. s. asema
- C. s. bangkeiana
- C. s. moluccarum[6]